# در دره خشونت
در دره خشونت (به انگلیسی: In a Valley of Violence) فیلمی است محصول سال ۲۰۱۶ و به کارگردانی تی وست است. در این فیلم بازیگرانی همچون ایتن هاک، تیسا فارمیگا، جیمز رانسون، کارن گیلان، جان تراولتا، بورن گورمن، توبی هاس و لری فسندن ایفای نقش کرده‌اند.